# Lublin (distrikt)

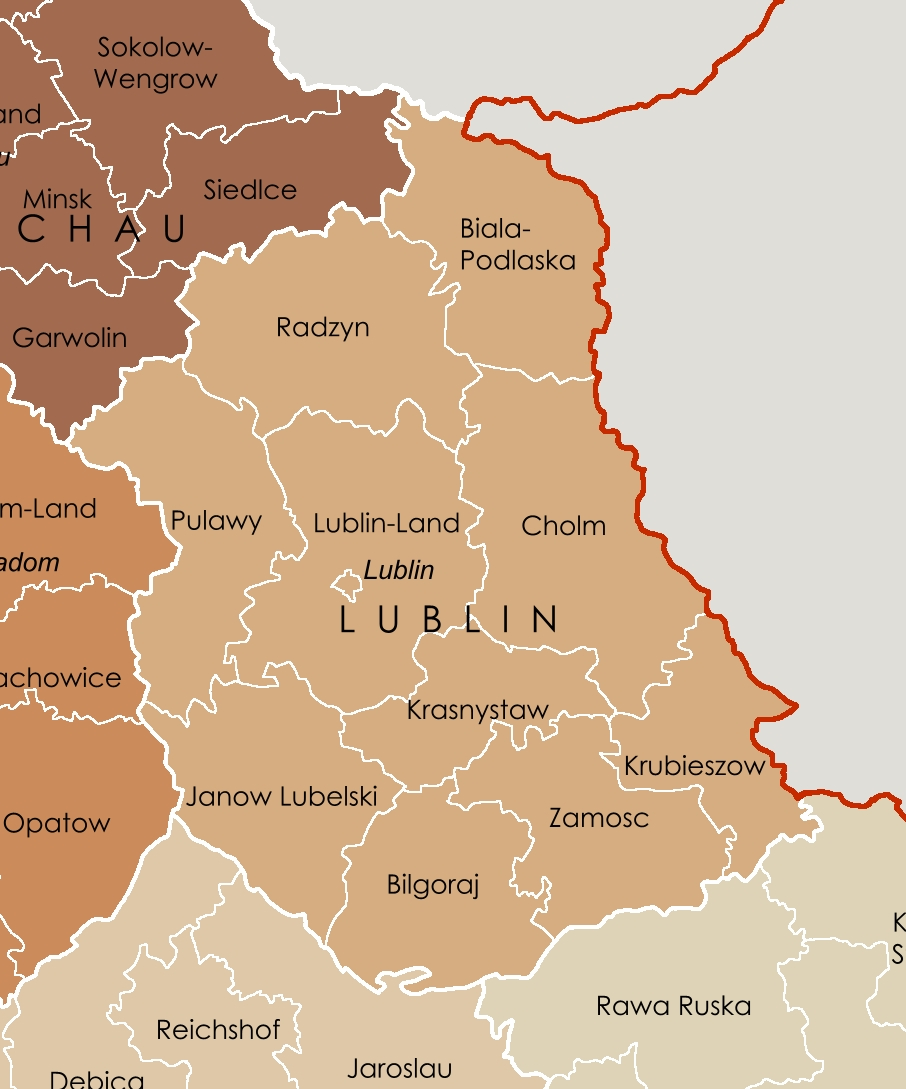
Administrativ karta över distriktet Lublin år 1941.

Lublin var mellan 1939 och 1945 ett administrativt distrikt inom Generalguvernementet, den del av Polen som inte inkorporerades i Tyska riket efter fälttåget mot Polen. Distriktet Lublin var indelat i tio län: Biala-Podlaska, Bilgoraj, Cholm, Hrubieszow, Janow Lubelski, Krasnystaw, Lublin-Land, Pulawy, Radzyn och Zamosc. Förintelselägren Bełżec, Majdanek och Sobibór var belägna i distriktet Lublin.

## Administration
Guvernör för civilförvaltningen
- Friedrich Schmidt: 1939–1940
- Ernst Zörner: 1940–1943
- Ludwig Fischer: 1943 (tillförordnad)
- Richard Wendler: 1943–1944

SS- och polischef (SS- und Polizeiführer, SSPF)
- Odilo Globocnik: 1939–1943
- Jakob Sporrenberg: 1943–1944

Kommendör för Ordnungspolizei
- Gerret Korsemann: 26 oktober 1939 — 1 februari 1941
- Walter Griphan: 1 februari 1941 — 5 december 1941
- Walter von Soosten: december 1941 — april 1942
- Hermann Kintrup: 22 maj 1942 — september 1943
- August Preyssl: 1943 — 15 juli 1944
- Konrad Rheindorf: 15 juli 1944 — 25 juli 1944

Kommendör för Sicherheitspolizei och Sicherheitsdienst
- Alfred Hasselberg: november 1939 — januari 1940
- Walter Huppenkothen: januari 1940 — juli 1941
- Johannes Müller: september 1941 — oktober 1943
- Karl Pütz: 9 oktober 1943 — 9 september 1944

Kommendör för Gendarmerie
- Ferdinand Hahnzog: januari 1940 — april 1942